# Cruceta del Vigía

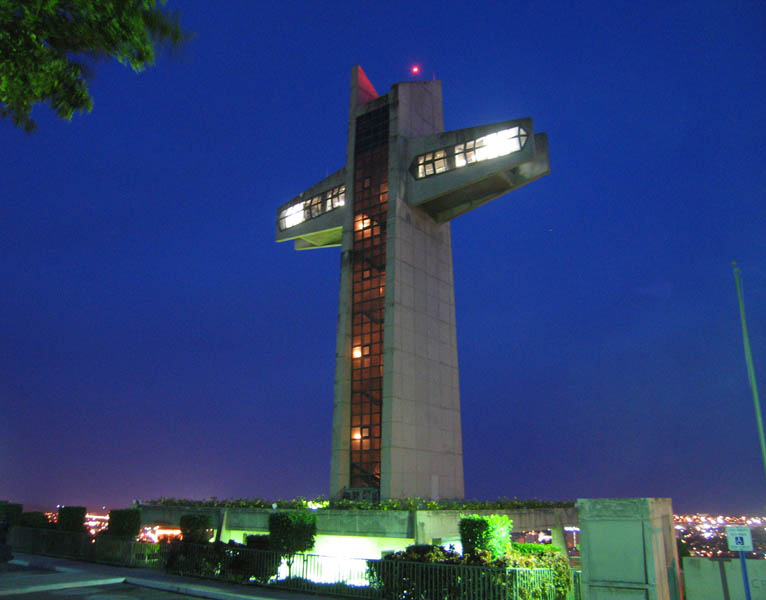

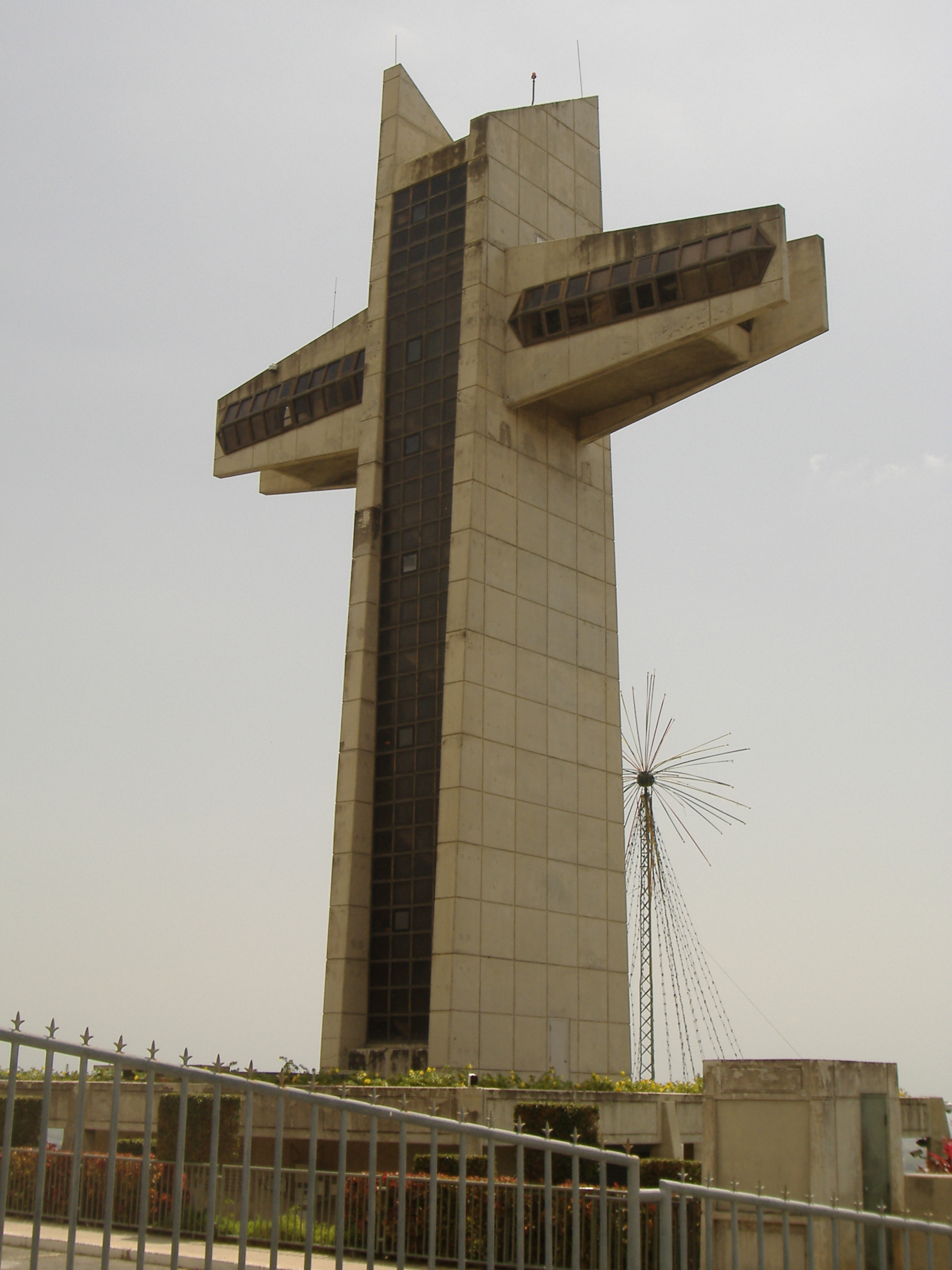
Vista de la Cruzeta.

La Cruceta del Vigía es una cruz de 30 metros de alto localizada en la colina del Vigía en Ponce, Puerto Rico, específicamente frente al Castillo Serrallés. Esta cruz alberga un centro de turismo en su base, una torre de 10 pisos, y un "puente" horizontal que ofrece una vista panorámica de la ciudad de Ponce y el Mar Caribe a los visitantes. Los visitantes pueden llegar a este puente a través de un ascensor o de escaleras.
Uno de los muchos ejes turísticos de la ciudad, que incluye el mismo Castillo Serrallés, el Parque de Bombas, el Museo de Arte de Ponce, y el Teatro La Perla, la cruz pertenece al Municipio de Ponce y es operada por el Patronato de Ponce, una organización sin fines de lucro dedicada a preservar y administrar varios puntos turísticos de la ciudad.
La cruz se encuentra en el mismo punto de la colina donde los antiguos habitantes españoles vigilaban las naves y barcos que arribaban al puerto de la ciudad, y así reconocer de donde venía el mismo, o si era algún invasor o pirata. En 1801, los habitantes construyeron una cruz más pequeña usando dos troncos donde un vigía podía vigilar constantemente el mar y el puerto, izando diferentes banderas para notificar a los comerciantes locales de navíos de carga que llegaban, o alertar a las autoridades militares de posibles amenazas de invasión. Una réplica de esta cruz de madera se encuentra ahora detrás de la estructura actual. 
La colina del Vigía también servía como campo de refugio a los ciudadanos durante una tormenta el 12 de septiembre de 1738, un terremoto el 10 de mayo de 1787, un maremoto el 18 de noviembre de 1867, y la invasión del ejército de Estados Unidos el 25 de julio de 1898.
Hecha de concreto armado, la cruz ha sobrellevado varios desastres, incluyendo tres huracanes fuertes. La colina del Vigía esta cercana a la colina de Mameyes, lugar de un famoso y desastroso deslizamiento de tierra en 1985 que dejó cerca de 100 muertos. Un monumento dedicado a las víctimas del mismo puede verse desde la cruz.